# Euporus linearis
Euporus linearis är en skalbaggsart som beskrevs av Schmidt 1922. Euporus linearis ingår i släktet Euporus och familjen långhorningar.
Artens utbredningsområde är Gabon. Inga underarter finns listade i Catalogue of Life.